# شيري جونز
شيري جونز (بالإنجليزية: Cherry Jones)‏ مواليد 21 نوفمبر 1956 في باريس، تينيسي، الولايات المتحدة، هي ممثلة أمريكية بدأت مسيرتها الفنية عام 1980. كما أنها من الفائزات بجائزة إيمي. درست في جامعة كارنيغي ميلون.

## وصلات خارجية
- شيري جونز على موقع IMDb (الإنجليزية)
- شيري جونز على موقع روتن توميتوز (الإنجليزية)
- شيري جونز على موقع ألو سيني (الفرنسية)
- شيري جونز على موقع ميوزك برينز (الإنجليزية)
- شيري جونز على موقع أول موفي (الإنجليزية)
- شيري جونز على موقع قاعدة بيانات برودواي على الإنترنت (الإنجليزية)
- شيري جونز على موقع قاعدة بيانات الأفلام السويدية (السويدية)
- شيري جونز على موقع إن إن دي بي (الإنجليزية)
- شيري جونز على موقع ديسكوغز (الإنجليزية)
- شيري جونز على موقع قاعدة بيانات الفيلم (الإنجليزية)